# Yoshiki Sasai
Yoshiki Sasai (笹井 芳樹, Sasai Yoshiki, 5 mars 1962-5 août 2014) est un biologiste des cellules souches. Il a développé des méthodes pour guider les cellules souches embryonnaires humaines dans la formation du cortex cérébral, des yeux et d'autres organes en culture tissulaire.
Yoshiki Sasai a été l'un des dirigeants fondateurs du Centre de recherche en biologie du développement  RIKEN à Kobe, un institut de recherche réputé sur la biologie au Japon, et directeur de recherche d'un laboratoire sur les thématiques d'organogenèse et de neurogenèse. 
Le 5 août 2014, il est retrouvé mort pendu à l'institut RIKEN.

## Biographie
Yoshiki Sasai est né en 1962 à Hyogo, au Japon. Il obtient son diplôme de médecine à la faculté de médecine de l'Université de Kyoto en 1986. En 1993, il obtient un doctorat de la faculté de médecine de l'Université de Kyoto. En 1996, il rejoint l’Université de Kyoto en tant que professeur associé et devient professeur titulaire deux ans plus tard. À partir de 2000, il rejoint le Centre de biologie du développement RIKEN à Kobé  et devenu directeur  du laboratoire d'organogenèse et de neurogenèse.
Les champs de recherches de Yoshiki Sasai couvrent la biologie du développement, les cellules souches, la génération d’organes et l’ingénierie tissulaire.  Ses travaux scientifiques ont mis au point de nouvelles méthodes de culture de cellules souches en structures analogues à des organes.

### Affaire Cellule STAP
Yoshiki Sasai est directeur adjoint du RIKEN au moment de la révélation de manipulations des données des cellules STAP visant la chercheuse principale, Haruko Obokata. Des responsabilités ont été pointés autour de l'entourage de la chercheuse,  incluant Yoshiki Sasai, co-auteur des articles rétractés.  Un comité d’enquête interne à l'institut de recherche Riken avait conclu que Yoshiki  Sasai avait la lourde responsabilité de ne pas avoir détecté les « contrefaçons » de Haruko Obokata. D'autre part, d'éventuels détournements de fonds  selon l'hebdomadaire Shukan Gendai  et la motivation d'obtenir des subventions de recherche ont été supposés lors de l'enquête. Des doutes sur la crédibilité du comité d'enquête sont posés, liés à la composition des membres.     
Hospitalisé pendant près d'un mois en mars en raison d'un stress psychologique lié au scandale, Yoshiki Sasai est retrouvé pendu le 5 août 2014 à une rampe d'escalier dans les locaux de l'institut de recherche RIKEN. Quatre lettres ont été retrouvées près de son corps et sur le bureau de sa secrétaire. Celles-ci sont  destinées à la direction de l'institut, aux membres de son laboratoire ainsi qu'à Haruko Obokata a indiqué le directeur de la communication, lors d'une conférence de presse,. Lors d’une conférence de presse, le 12 août, l'avocat de la famille de Yoshiki Sasai dévoile un contenu partiel d'une note avec laquelle il déclare qu'il était « épuisé par les critiques injustes des médias et par la responsabilité qu'il ressentait à l'égard de RIKEN et de son laboratoire ».